# Somatia lanei
Somatia lanei är en tvåvingeart som beskrevs av Nelson Papavero 1964. Somatia lanei ingår i släktet Somatia och familjen Somatiidae. Inga underarter finns listade i Catalogue of Life.